# Grappling policial
El grappling policial es un sistema de control físico empleado por cuerpos de seguridad, que utiliza técnicas de agarre, derribo e inmovilización sin recurrir a golpes, con el fin de someter a un sospechoso de manera segura, proporcional y legal. Se basa en principios extraídos de distintas disciplinas de grappling deportivo y militar, como el Judo, Jiu-jitsu brasileño, Sambo y Luta Livre.
Este tipo de grappling tiene como propósito controlar o reducir a una persona minimizando riesgos para los agentes y preservando la integridad física del individuo intervenido, en cumplimiento de las normativas de uso proporcional de la fuerza y respeto a los derechos humanos.

## Orígenes
El grappling policial no es una disciplina única ni reciente, sino la adaptación de métodos de lucha cuerpo a cuerpo históricamente utilizados por fuerzas militares y policiales en distintas partes del mundo. Desde las técnicas de arresto japonesas del Taiho jutsu hasta los métodos modernos de control de detenidos en Estados Unidos y Europa, el grappling policial ha evolucionado integrando técnicas eficaces, seguras y legalmente viables.
A partir de finales del siglo XX, con el auge del Jiu-jitsu brasileño y las artes marciales mixtas, muchas academias policiales y programas de entrenamiento táctico comenzaron a incorporar técnicas de grappling orientadas a situaciones reales, priorizando inmovilizaciones, controles en suelo y transiciones rápidas para reducir sin daño y proceder a esposamientos o aseguramiento de personas.

## Técnicas
El grappling policial abarca un conjunto de técnicas dirigidas a controlar, reducir y neutralizar a un individuo sin causar daños innecesarios, entre ellas:
Control de clinch: Técnicas para sujetar al sospechoso estando ambos de pie, evitando agresiones o fugas.
Proyecciones y derribos: Desplazamientos controlados que llevan al sujeto al suelo de forma segura.
Inmovilización y controles en suelo: Posiciones tácticas para impedir el movimiento del detenido.
Luxaciones y llaves de control: Aplicación moderada de presión sobre articulaciones para lograr el sometimiento.
Transiciones seguras: Cambios de posición que permiten mantener el control minimizando el riesgo.
Esposamiento táctico: Procedimientos seguros para colocar dispositivos de sujeción sin resistencia.
Estas técnicas están diseñadas para ser aplicadas en contextos legales, con énfasis en la proporcionalidad y respeto a los derechos humanos.

## Uso y normativa
El uso del grappling policial está sujeto a regulaciones legales nacionales e internacionales, que dictan el principio de uso progresivo y proporcional de la fuerza. Estas normativas establecen que se deben agotar las vías verbales antes de aplicar cualquier técnica física, y que el uso de la fuerza debe cesar una vez asegurado el control.
Organismos como las Naciones Unidas y comisiones nacionales de derechos humanos incluyen recomendaciones específicas sobre el uso de métodos de reducción no letal, promoviendo técnicas de grappling como una alternativa segura y efectiva frente a situaciones de agresividad o resistencia.